# Плоньская, Марыля
Марыля Плоньская (пол. Maryla Płońska; 19 августа 1957, Гданьск — 30 ноября 2011, Гданьск) — польская диссидентка, активистка Свободных профсоюзов Побережья. Участница гданьской забастовки в августе 1980 года, положившей начало Солидарности. Секретарь Межзаводского забастовочного комитета.

## Молодая активистка
Родилась в семье милиционера и сотрудницы Гданьского политехнического университета. При рождении получила имя Мария Хелена Плоньская, впоследствии именовалась Марыля. Окончила электромеханический техникум, училась на химическом факультете Гданьского политеха. В 21 год активно включилась в деятельность подпольных организаций — Движения защиты прав человека и гражданина, Движения польской молодёжи, Свободных профсоюзов Побережья.

Марыля, химик и математик, много читала, имела литературные амбиции. Она была нашей соседкой и помогала скрываться. Не хотелось втягивать в дела молодую, хрупкую девушку, как потом выяснилось, очень больную. Но Марыля активно втянулась сама.

Анджей Гвязда, Иоанна Дуда-Гвязда

Марыля Плоньская была членом редколлегии и постоянным автором нелегального профсоюзного бюллетеня Robotnik Wybrzeża. 18 декабря 1979 года она выступила на несанкционированном митинге в годовщину трагических событий 1970 года. В начале 1980 года публично требовала расследования гибели рабочего активиста Тадеуша Щепаньского (предположительно убитого за участие в свободных профсоюзах). Находилась под плотным наблюдением и давлением Службы безопасности ПНР.

## Секретарь забастовочного комитета
7 августа 1980 года Марыля Плоньская вместе с Лехом Валенсой, Анджеем и Иоанной Гвязда, Богданом Борусевичем, Алиной Пенковской, Яном Карандзеем распространила на Гданьской судоверфи листовки с призывом протестовать в поддержку уволенной Анны Валентынович. С самого начала массовой забастовки 14 августа 1980 года Марыля Плоньская принимала активное участие в событиях. Была секретарём Межзаводского забастовочного комитета, участвовала в составлении 21 требования забастовщиков. Организовала бюро переводов для иностранных журналистов.

Марыля Плоньская была человеком скромным, казалась даже застенчивой. Но она была бескомпромиссна и непреклонна в своей антикоммунистической позиции… О её убеждениях лучше всего говорит ответ на вопрос журналиста: «Какова цель забастовки?» Не задумываясь, она ответила: «Цель забастовки — свержение коммунистического режима!»

## Конфликт с Валенсой
16 августа 1980 года Лех Валенса, возглавив Межзаводской забастовочный комитет, начал сворачивать движение. Марыля Плоньская решительно выступала за продолжение протестов. Вместе с четой Гвязда, Алиной Пенковской, Богданом Лисом она побывала на ряде гданьских заводов, агитировала рабочих продолжать забастовки. Это привело к конфликту между Плоньской и Валенсой. После подписания Гданьского соглашения и окончания забастовки Валенса дистанцировал радикальную активистку от принятия решений.

Её тревожила и отталкивала ситуация в движении Солидарность — диктатура Валенсы, уступки коммунистам, нарушения внутренней профсоюзной демократии. Постепенно она отошла в тень.

Славомир Ценкевич.

До 1982 года Марыля Плоньская находилась в оперативной разработке госбезопасности. Зарабатывала частными уроками, переводами, рисованием. В 1984—1987 годах работала библиотекарем на факультете математики, физики и химии Гданьского университета, в 1988—1989 годах — в воеводском центре информатики Гданьска и в компании Intakom Sp. С 1989 года на пенсии по инвалидности. Жила в гданьском многоквартирном доме по соседству с четой Гвязда. Вместе с со своей матерью воспитывала сына Конрада.

## Кончина и память

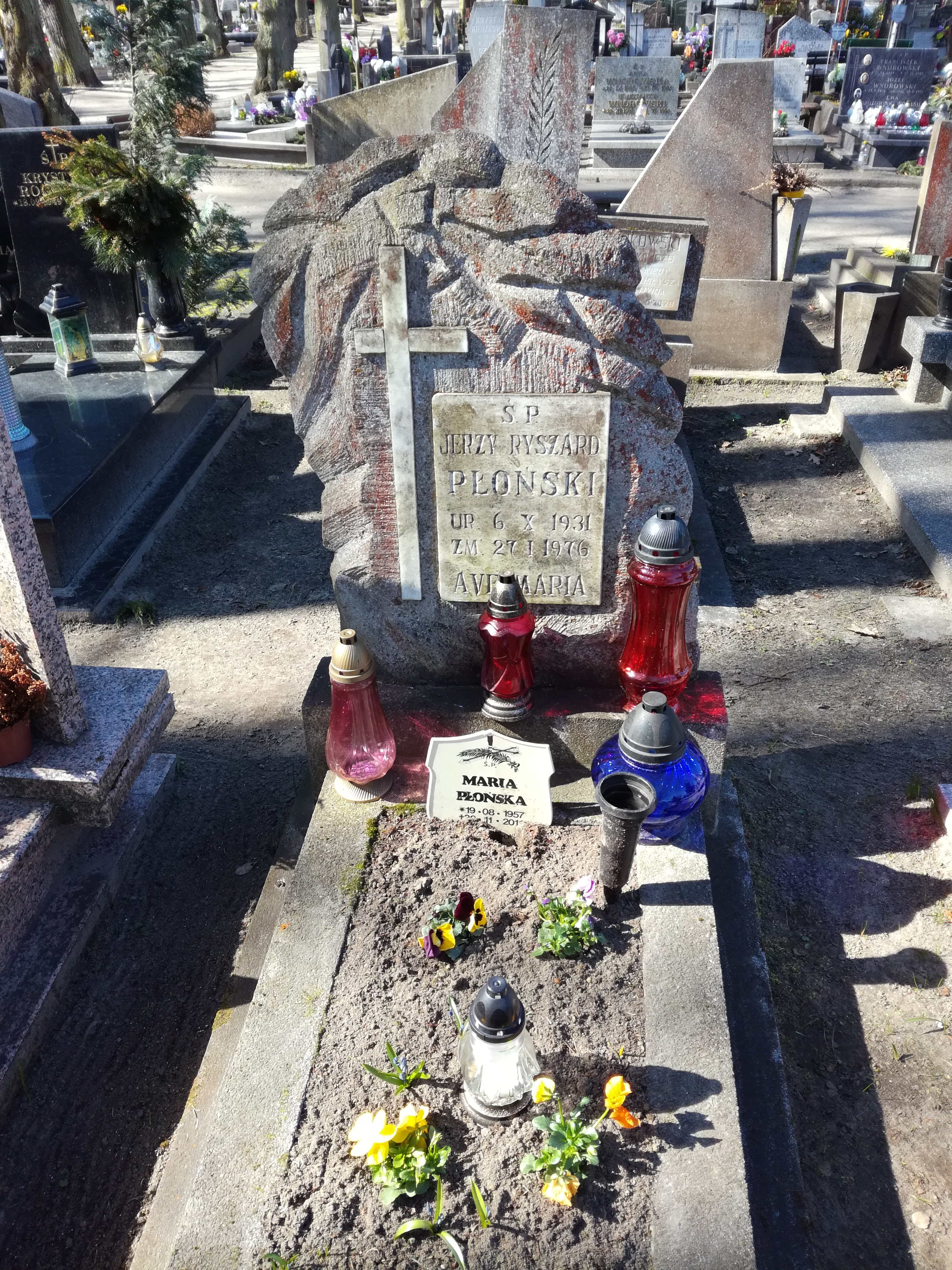

Марыля Плоньская скончалась от тяжёлой болезни в последний день ноября 2011 года. Похоронена в родном городе на муниципальном Оливском кладбище.

На похоронах вместе с родными были товарищи по WZZ и RMP. Власти Гданьска, героем которого была Марыля, церемонию бойкотировали. Также поступили представители государственной власти, некогда её соратники. Единственным «официальным представителем» была пани из архивного отдела гданьского IPN.

Марыля могла удостоиться государственных похорон и красивых надгробных речей. Но семья, выполняя её волю, отказалась принять орден от президента.

Честь её памяти!

Кшиштоф Вышковский

С прощальным письмом выступили друзья Марыли Плоньской по свободным профсоюзам. В памяти соратников она осталась «скромной героиней», не претендовавшей на собственную значимую роль, но посвятившей себя освободительному движению и нетерпимой к любой диктатуре.
В 2018 президент Польши Анджей Дуда посмертно наградил Марылю Плоньскую Крестом Свободы и Солидарности. Её изображение включено во фреску Женщины свободы на железнодорожной станции в Гданьске.